# Der Wolfsmensch
Der Wolfsmensch (Originaltitel: The Wolf Man) ist ein US-amerikanischer Horrorfilm der Universal Studios aus dem Jahr 1941. Regie führte George Waggner, die Hauptrollen spielten Lon Chaney junior und Claude Rains. Mit der Rolle des Wolfsmenschens (Werwolf) kam für Chaney Jr. der internationale Filmstar Erfolg.

## Handlung
Nach 18 Jahren, die er in den Vereinigten Staaten verbracht hat, kehrt Lawrence „Larry“ Talbot nach Wales in das Schloss seiner Ahnen zurück. Sir John, sein Vater, will ihn nun, nach dem überraschenden Unfalltod seines älteren Bruders auf seine Aufgaben als Gutsherr vorbereiten.
Larry repariert ein Fernrohr seines Vaters in dessen Privat-Observatorium und blickt damit ins nahegelegene Dorf, wo er in einem Antiquitätengeschäft die attraktive Gwen erblickt. Er geht in den Laden und spricht sie an; sie verkauft ihm einen Spazierstock mit einem silbernen Wolfskopf und sie verabreden sich für den Abend zu einem Spaziergang.
Als Larry Gwen abholt, ist auch ihre Freundin Jenny dabei. Im Wald treffen sie auf einen Zigeuner, der dort mit seinem Pferdefuhrwerk lagert. Jenny lässt sich aus der Hand lesen, während Larry und Gwen draußen warten und miteinander reden. Als der Zigeuner in Jennys Hand ein Pentagramm erscheinen sieht, wird er nervös und schickt sie barsch weg. Jenny läuft davon und wird kurz darauf von einem Wolf angefallen. Larry liefert sich einen Kampf mit dem Tier, wird in die Brust gebissen und kann den Wolf schließlich mit dem Spazierstock erschlagen. Er sieht für einen Moment anstelle des Wolfes den Zigeuner tot am Boden liegen und verliert dann das Bewusstsein.
Der Vorfall ruft die Polizei auf den Plan. Da es nirgends einen Wolfskadaver gibt, nur einen toten Zigeuner, und die Bisswunde auf rätselhafte Weise verschwunden ist, glaubt man Larry seine Geschichte nicht und er wird des Mordes am Zigeuner verdächtigt. Sir John versucht, seinen Sohn mithilfe seines Einflusses zu schützen. Larry wiederum wird eingeredet, er sei durcheinander und erinnere sich nicht mehr genau daran, was wirklich passiert sei.
In der Kapelle des Friedhofes beobachtet Larry, wie eine alte Frau (Maleva) mit einem Priester darüber diskutiert, dass für den Toten eine Totenfeier mit Gesang und Tanz dem Brauchtum entspricht. Dann geht sie zum Sarg des Zigeuners und spricht ein Gedicht über Leid, Unschuld und Tränen. Larry besucht später die alte Frau in ihrem Zelt, welche die Mutter des Toten ist. Sie offenbart ihm, dass ihr Sohn unter dem Fluch des Werwolfs stand und dass dieser durch den Biss nun auf Larry übergegangen sei. Sie schenkt Larry ein Amulett, das den Fluch vielleicht brechen kann, wenn er es trägt. Das Pentagramm, so sagt sie, sei das Zeichen des Werwolfs. Jeder Werwolf trage diese Markierung und er sieht den Stern in der Handfläche seines nächsten Opfers. Einen Werwolf könne man außerdem nur mit einer Waffe aus Silber töten. Larry hält das alles für abergläubisches Geschwätz und geht.
In einem Gespräch mit seinem Vater liest dieser in der Schlossbibliothek das (inzwischen berühmt gewordene) Gedicht von der Wolfsblume vor. Sir John glaubt nicht an Werwölfe. Dass jemand jedoch aufgrund einer Geisteskrankheit sich einbilden könnte, sich in einen zu verwandeln, hält er für möglich.
Die Zigeuner halten ihre opulente Totenfeier ab, die an einen Rummelplatz erinnert. Larry und Gwen besuchen den Rummel. Larry wirkt erstmals wieder gut gelaunt und schenkt Gwen das Amulett der Zigeunerin. An einem Schießstand trifft Larry mit jedem Schuss, aber als eine Wolfsfigur erscheint, wird ihm seltsam und er schickt Gwen nach Hause. Er geht selbst auch nach Hause und stellt fest, dass die Haare an seinen Beinen immer dichter werden. Er setzt sich auf einen Stuhl, seine Beine werden zu Werwolfsbeinen.
Larry läuft als Werwolf durch den Wald. Auf einem Friedhof fällt er den Totengräber an.
Larry erwacht in seinem Bett. Auf seiner Brust, wo er gebissen worden war, ist nun ein Pentagramm. Vom Fensterbrett zu seinem Bett führen Tierspuren (die er in Panik verwischt).
Die Polizei tappt im Dunkeln, beim Totengräber mit zerfleischter Kehle findet man Wolfsspuren in der Erde. Die Bevölkerung dagegen verdächtigt Larry und formiert sich zu einem Lynchmob.
Larry ist wieder der Werwolf. Er tappt in eine Bärenfalle, aus der er sich nicht mehr befreien kann. Die alte Zigeunerin kommt zu ihm und sagt wieder das Gedicht über die Tränen auf. Larry verwandelt sich zurück.
Larry zweifelt nicht mehr am Fluch des Werwolfs und streitet sich mit seinem Vater, der nichts davon wissen will. Larry will das Land verlassen. Als er Gwen aufsucht, um es ihr zu sagen, sieht er in ihrer Handfläche ein Pentagramm und flieht. Er übergibt den Spazierstock seinem Vater. Sir John will es jetzt auch wissen und fesselt Larry an einen Stuhl, lässt ihn danach jedoch alleine.
Die aufgebrachte Dorfbevölkerung veranstaltet eine nächtliche Treibjagd. Sir John sucht die alte Zigeunerin auf, um sie zur Rede zu stellen. Seiner Ansicht nach wurde Larry von den Zigeunern verrückt gemacht. Gwen sucht derweil Larry. Larry, der sich offenbar aus dem Stuhl befreien konnte (wurde nicht gezeigt), läuft wieder als Werwolf durch den Wald. Er trifft Gwen und fällt sie an, doch bevor er sie verletzen kann, kommt Sir John – durch Gwens Schreie alarmiert – hinzu und erschlägt das Monster mit dem Stock. Die alte Zigeunerin folgt Sir John und sagt wieder das Tränengedicht auf. Unter Sir Johns fassungslosen Blicken verwandelt sich der Werwolf wieder in Larry.

## Kritiken
- Lexikon des internationalen Films: „Tier-Horrorfilm, der zu seiner Produktionszeit Aufsehen erregte, heute aber eher harmlos wirkt.“[1]
- „‚Der Wolfsmensch‘ zählt genauso wie ‚Dracula (1931)‘ und ‚Frankenstein (1931)‘ zu den großen Universal-Horrorfilmen. Lon Chaney jun. (‚Abbott und Costello treffen Frankenstein‘, ‚Tumak, der Herr des Urwalds‘) spielt zum ersten Mal die Rolle des Werwolf, den er danach noch mehrmals spielte. Die Geschichte wird mit Gefühl erzählt und zeigt einen Mann, der nicht an Werwölfe glaubt, aber selbst zu einem wird und leidet. In weiteren Rollen sind Bela Lugosi (‚Dracula‘) als Zigeuner und Maria Ouspenskaya (‚Frankenstein trifft den Wolfsmenschen‘, ‚Tarzan und die Amazonen‘) als Zigeunerin. Die Kulissen, ein alter Friedhof, eine kleine Stadt und ein großes Schloss sind sehr gut ausgewählt und tragen zur Horrorfilm-Atmosphäre bei. Ein Orchester trägt die ideale Stimmung dazu bei. Die Verwandlung mit Überblendungseffekt ist für den damaligen Film ok, wurde in späteren Filmen aber besser. Für Genreliebhaber ist der Film auch heute noch empfehlenswert.“[2]

## Fortsetzungen
Der Erfolg von Der Wolfsmensch veranlasste Universal, den unglücklichen Larry Talbot wieder auferstehen zu lassen und in mehreren Fortsetzungen erneut einzusetzen, darunter die Komödie Abbott und Costello treffen Frankenstein, in der Stars wie Lon Chaney jun., Bela Lugosi und Glenn Strange ihre Paraderollen als Wolfsmensch, Dracula und Frankenstein’s Monster parodieren.
- 1943: Frankenstein trifft den Wolfsmenschen mit Ilona Massey, Lionel Atwill, Bela Lugosi und Lon Chaney als Wolfsmensch
- 1944: Frankensteins Haus, mit Boris Karloff, John Carradine, Glenn Strange und Lon Chaney als Wolfsmensch
- 1945: Draculas Haus, mit John Carradine, Onslow Stevens, Glenn Strange und Lon Chaney als Wolfsmensch
- 1948: Abbott und Costello treffen Frankenstein, mit Abbott und Costello, Bela Lugosi, Glenn Strange und Lon Chaney als Wolfsmensch

## Neuverfilmungen
- 2010: Wolfman – als Werwölfe: Benicio del Toro und Anthony Hopkins
- 2025: Wolf Man – als Werwolf: Christopher Abbott

## DVD-Veröffentlichung
- Der Wolfsmensch / 24. Oktober 2002 / Universal Pictures
- Der Wolfsmensch / 6. Mai 2004 / Universal Pictures
- The Monster Legacy DVD Collection / 14. Oktober 2004 / Universal Pictures

## Synchronisation
Die Synchronisierung erfolgte 1979 durch die Bavaria Atelier GmbH in München.
| Rolle            | Darsteller        | Synchronsprecher    |
| ---------------- | ----------------- | ------------------- |
| Larry Talbot     | Lon Chaney Jr.    | Wolfgang Hess       |
| Gwen Conliffe    | Evelyn Ankers     | Anita Höfer         |
| Sir John Talbot  | Claude Rains      | Hans Korte          |
| Charles Conliffe | J. M. Kerrigan    | Fritz Tillmann      |
| Dr. Lloyd        | Warren William    | Reinhard Glemnitz   |
| Frank Andrews    | Patric Knowles    | Manfred Seipold     |
| Bela             | Bela Lugosi       | Panos Papadopulos   |
| Jenny Williams   | Fay Helm          | Elisabeth Woska     |
| Colonel Montford | Ralph Bellamy     | Fred Maire          |
| Mrs. Williams    | Doris Lloyd       | Annemarie Schradiek |
| Reverend         | Harry Stubbs      | Manfred Schmidt     |
| Chauffeur        | Eric Wilton       | Paul Friedrichs     |
| Wykes            | Harry Cording     | Werner Abrolat      |
| Maleva           | Maria Ouspenskaya |                     |
| Prologsprecher   |                   | Günther Sauer       |

## Sonstiges
- In einer Szene besuchen Larry Talbot und sein Vater Sir John die Sonntagsmesse. Der Eingang der Kirche wirkt allerdings mehr wie das Tor einer Kathedrale. Man benutzte dafür die Kulisse der Kathedrale Notre-Dame de Paris, die 1923 für den Stummfilm Der Glöckner von Notre Dame (1923) (The Hunchback of Notre Dame) gebaut worden war und in dem Chaneys Vater Lon Chaney die Hauptrolle gespielt hatte.
- Das Werwolf-Make-up, kreiert von Universals Chefmaskenbildner Jack Pierce, brauchte sechs Stunden zum Auftragen und weitere drei zum wieder Abschminken.
- Der silberne Knauf in Form eines Wolfskopfes bestand eigentlich aus vulkanisiertem Gummi. Damit war gewährleistet, dass keiner der Darsteller oder Stunt-Doubles während der Dreharbeiten irrtümlich verletzt wurde. Das letzte bekannte erhaltene Exemplar des silbernen wolfskopfförmigen Spazierstockknaufs befindet sich heute in der Privatsammlung des Genrefilm-Archivars und Schauspielers Bob Burns III (* 1935). Er bekam den Knauf bereits als Jugendlicher von Ellis Burman, der seinerzeit das Requisit für den Film angefertigt hatte.
- Ursprünglich war der Schauspieler Dick Foran für die Rolle des Wolfsmenschen vorgesehen. Er wurde erst eine Woche vor Drehbeginn gegen Chaney junior ausgetauscht.
- Die Dreharbeiten gestalteten sich besonders hart für Evelyn Ankers. Lon Chaney junior machte sich häufig einen Spaß daraus, sich in voller Maske an sie heran zu schleichen und sie zu erschrecken. In einer der Szenen, die in der endgültigen Fassung keine Verwendung fanden, sollte der Werwolf mit einem Bären ringen. Der Bär riss sich jedoch los und jagte Ankers quer über das Filmset bis in die Kabine des Tontechnikers.
- Der Wolfsmensch ist der einzige Werwolffilm von Universal, in dem der Vollmond nicht ein einziges Mal zu sehen ist. Im Film ist er auch nicht der Auslöser der Verwandlung; es ist das Blühen der Wolfblume.
- Der Film legte den Grundstein für viele beliebte Werwolf-Mythen, wie z. B.

- dass das Pentagramm das Zeichen des Werwolfs ist bzw. dass es der Werwolf in der Handfläche seines nächsten Opfers sieht (eine Anspielung des aus Deutschland geflohenen jüdischen Drehbuchautors Siodmak auf die Nazis: der Stern ist das Zeichen des baldigen Todes)
- dass (nur) Silber einen Werwolf töten kann.

- In einer Szene des Universal-Films Ein Hund namens Beethoven ist ein kurzer Ausschnitt von „Der Wolfsmensch“ zu sehen, als Beethoven nachts auf der Couch versehentlich den Fernseher einschaltet.